# A-3002
La carretera  A-3002  se corresponde con el antiguo trazado de la carretera de Vitoria a Vergara y Éibar a través del puerto de Arlabán por los márgenes del embalse de Ullívarri-Gamboa. En la década de 1950, al construirse el embalse, parte del trazado original quedó sumergido. En consecuencia, ésta se desvía por su margen occidental desde el barrio de la estación de Landa hasta Arroyabe, por Ullívarri-Gamboa.
Asimismo, se construyo también una variante que une de forma directa Landa con la  N-240  en Urbina, que hoy es la  A-627 , quedando esta carretera relegada al tráfico exclusivamente local. Sin embargo, queda constancia de su cometido original en el nombre que recibe la calle vitoriana Portal de Vergara, que coincide con el trazado original de esta carretera por la capital alavesa.
Cabe señalar que, hasta la apertura de la carretera por el puerto de Echegárate en el siglo XIX, tanto esta vía como el tramo correspondiente de la  A-627  formaron parte de la ruta Madrid-Irún entre Vitoria y Vergara.Del mismo modo, antes de la transferencia de las carreteras comarcales a las Diputaciones Forales, ambas dos fueron parte de la carretera  C-6213  (Vitoria-Vergara-Ondárroa).

## Trazado
| Velocidad | Esquema | Carretera que enlaza                             |
| --------- | ------- | ------------------------------------------------ |
|           |         | A-627 Vitoria - Mondragón - Vergara              |
|           |         | Landa A-3014 Marieta - Ozaeta                    |
|           |         | Santiagolarra                                    |
|           |         | Ullívarri-Gamboa                                 |
|           |         | GI-4011 Nanclares de Gamboa                      |
|           |         | Arroyabe                                         |
|           |         | Mendívil A-4010 Amárita                          |
|           |         | Durana A-4027 Estación de Durana - N-240         |
|           |         | GI-3008 Arzubiaga - Ullíbarri-Arrazua A-2134 A-1 |
|           |         | Vitoria Portal de Vergara                        |